# Toyota Blizzard
Toyota Blizzard var en offroader, som Toyotas datterselskab Daihatsu mellem marts 1980 og 1990 fremstillede i to generationer for Toyota Motor. Blizzard var kun tilegnet det japanske marked, men enkelte eksemplarer blev dog parallelimporteret til Nordamerika.
Alle versioner af bilen, som var udført som 3-dørs stationcar, var udstyret med firecylindrede dieselmotorer fra Toyota.

## Blizzard (LD10, 1980−1984)
Den første generation med typekoden LD10 var baseret på Daihatsu Taft, men var udstyret med en sugedieselmotor på 2188 cm³ med 53 kW (72 hk). Frem til 1983 fandtes modellen kun med 4 gear, men efterfølgende også med 5 gear.

## Blizzard (LD20, 1984−1990)
I tredje kvartal af 1984 kom den anden generation på basis af Daihatsu Rugger på markedet. Modellen kunne leveres med enten en 2,4-liters sugediesel med 61 kW (83 hk) eller en 2,0-liters turbodiesel med 71 kW (97 hk). LD20 var udstyret med tilkobleligt firehjulstræk, en femtrins gearkasse samt en totrins reduktionsgearkasse.
I 1987 gennemgik LD20 et let facelift. Denne version kan kendes på de rektangulære forlygter samt større kofangere.